# The Heart of a Show Girl
The Heart of a Show Girl è un cortometraggio muto del 1916 diretto da William Worthington. Prodotto dalla Rex Motion Picture Company, aveva come interpreti Franklyn Farnum, Ella Hall, Arthur Hoyt.

## Produzione
Il film , prodotto dalla Rex Motion Picture Company, venne girato in California, negli Universal Studios, al 100 di Universal City Plaza, a Universal City.

## Distribuzione
Distribuito dall'Universal Film Manufacturing Company, il film - un cortometraggio in due bobine - uscì nelle sale cinematografiche degli Stati Uniti il 28 agosto 1916.